# Halvmetall

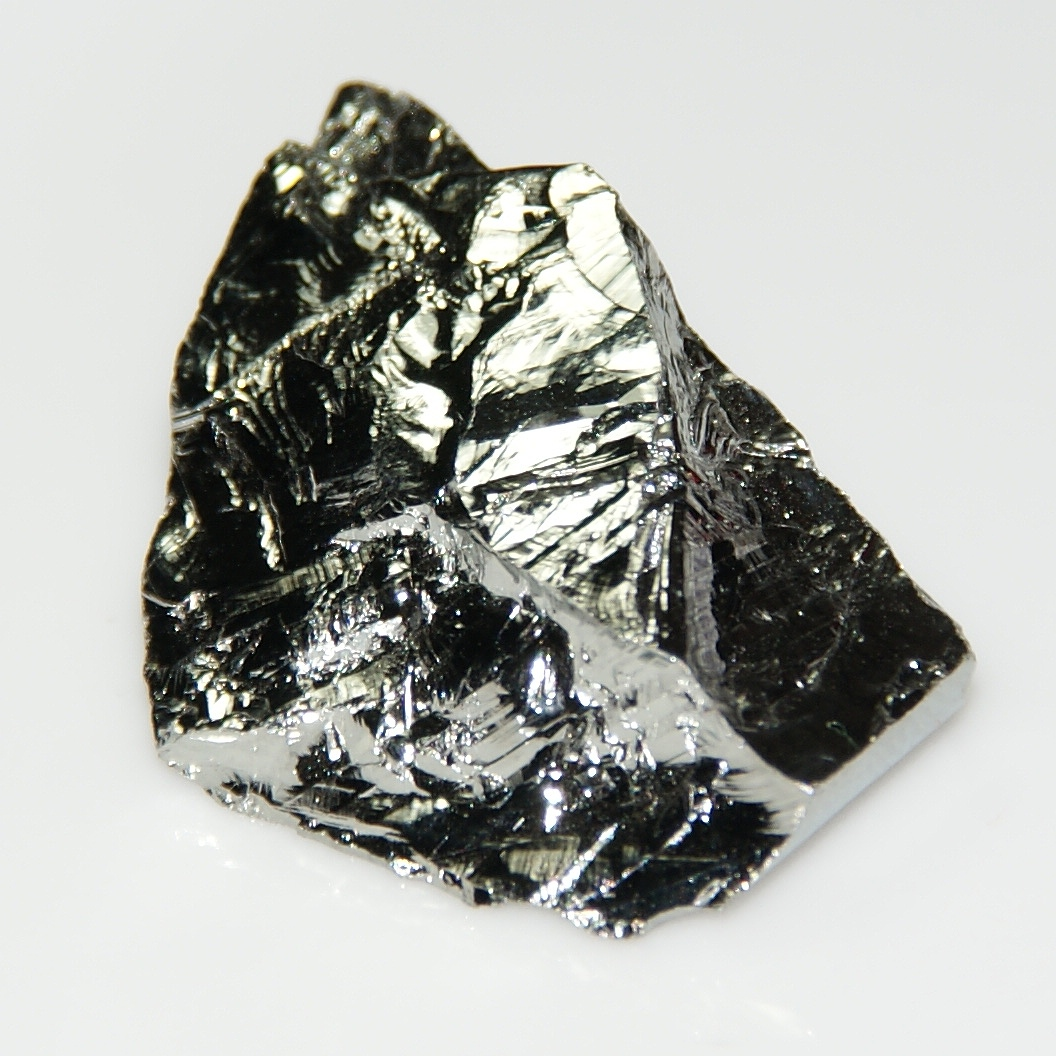
Germanium är en halvmetall.

En halvmetall är ett grundämne på gränsen mellan de rena metallerna och icke-metallerna, både vad gäller egenskaper och placering i det periodiska systemet.

## Egenskaper
Halvmetaller har avvikande egenskaper för bland annat ledningsförmåga för elektricitet och värme. När det gäller elektrisk ledningsförmåga är halvmetallerna oftast halvledare snarare än ledare, och även i övrigt kan graden av metalliska egenskaper variera mycket beroende på tryck, temperatur och renhet.

## Namn och medlemmar
Ett alternativt namn för halvmetaller är metalloider, och speciellt i engelskt språkbruk är termen metalloid vanlig. Ordet är dock lite tvetydigt och kan därför betraktas som mindre lämpligt och undviks normalt numera i svenskt språkbruk.
Vanligtvis räknas följande grundämnen till halvmetallerna, men det finns inte någon klar regel för vad som särskiljer en halvmetall från de båda andra grupperna, och ibland klassas några av dem alternativt som rena metaller resp. icke-metaller: 
- bor (B)   – ev. icke-metall
- kisel (Si) – ev. icke-metall
- germanium (Ge)
- arsenik (As)
- antimon (Sb) – ev. metall
- tellur (Te)
- polonium (Po) – ev. metall

Nationalencyklopedin anger även tenn (Sn) och astat (At) vara halvmetaller, men normalt klassas de som metall respektive icke-metall (halogen). Där anges också antimon (Sb) och polonium (Po) som metaller.
I periodiska systemet uppträder halvmetallerna längs en diagonal linje från bor till polonium. Grundämnen ovanför och till höger är icke-metaller; de nedanför och till vänster är metaller.